# Www.1944.waw.pl
www.1944.waw.pl – osadzona w realiach II wojny światowej powieść sensacyjna z elementami science-fiction autorstwa Marcina Ciszewskiego, wpisująca się w gatunek historii alternatywnej.
Jest drugą powieścią wydaną w serii www i kontynuacją powieści www.1939.com.pl, jednak według chronologii akcji w uniwersum serii jest trzecia, po powieści Major.

## Opis fabuły
Główni bohaterowie powieści www.1939.com.pl w tym pułkownik Jerzy Grobicki i kapitan Nancy Sanchez, po zakończeniu walk wrześniowych wyjechali do USA, gdzie rozkręcili biznes. W Polsce została większość żołnierzy pod dowództwem porucznika Wojtyńskiego, która przeszła do walki w podziemiu, korzystając z technologii pozostałej z września. W początkach 1944, pojawia się informacja, że powrót do 2007 roku jest możliwy, gdyż udało się odtworzyć oprogramowanie. Potrzebny jest jedynie emiter, ukryty w jaskini na Kielecczyźnie. Bohaterowie wyruszają samolotem do okupowanej Polski, zostają zrzuceni ze spadochronem. W Warszawie trwają przygotowania do powstania, Nancy zostaje aresztowana przez gestapo, zaś bohaterowie muszą się włączyć w walkę.